# Matt Barela
Matt Barela es un luchador profesional estadounidense que trabajó para la Total Nonstop Action Wrestling (TNA), bajo el nombre Anarquía. Actualmente, también trabaja para varias promociones en el circuito independiente, incluyendo Ohio Valley Wrestling (OVW).

## Carrera

### Inicios
Barela debutó en la OVW como Ramón Loco con Raúl LaMotta en "los Locos". Finalmente ganó el OVW Southern Tag Team Championship con LaMotta, pero lo perdieron y se separaron, después Barela adoptó el nuevo nombre Low Rider. Barela trabajó y con el tiempo ganó el OVW Heavyweight Championship dos veces, sobre todo al derrotar a James "Moose" Thomas. En el Steel Cage Match del 8 de enero de 2011, fue derrotado por Cliff Compton en una lucha en la que también participó Mike Mondo, perdiendo su campeonato.

### Total Nonstop Action Wrestling (2011-2012)

#### 2011-2012

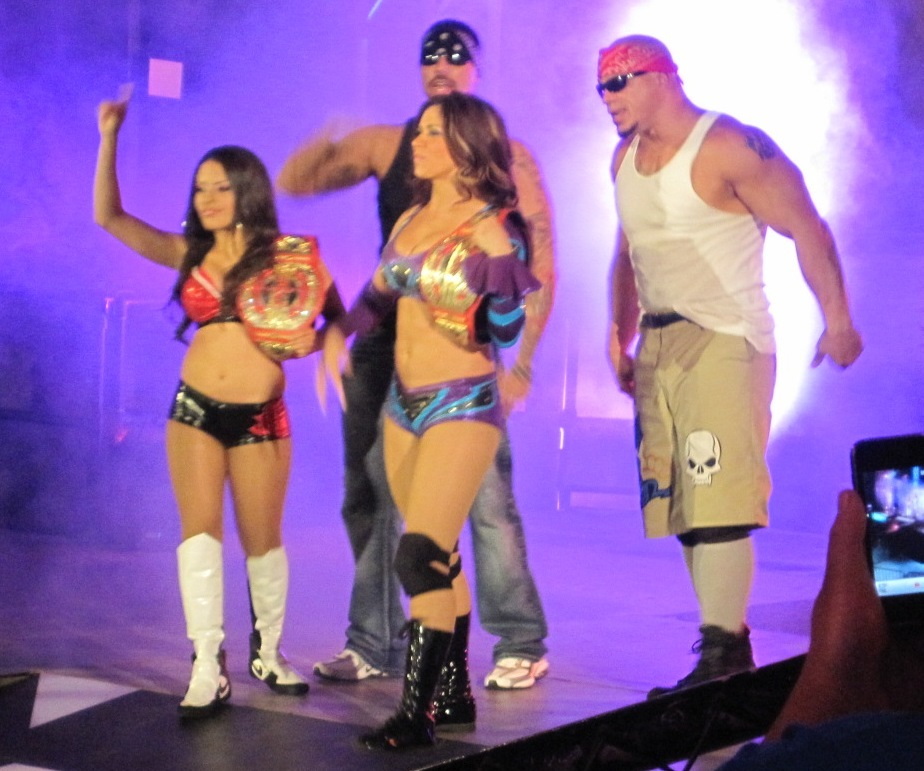
Barela haciendo su entrada junto a Mexican America.

Barela hizo su debut en la Total Nonstop Action Wrestling (TNA) el 13 de marzo de 2011, en el pay-per-view Victory Road, donde se presentó como un fan e interfirió en un First Blood Match entre Hernández y Matt Morgan, ayudando a Hernández a obtener la victoria. En la siguiente edición de Impact!, la alianza de Hernández, Sarita y Rosita, conocido colectivamente como Mexican America, se enfrentaban ante Matt Morgan, Angelina Love y Winter en un Six Pack Challenger Hardcore Match, ahí Barela, una vez más entró en el ring y atacó a Morgan. En la edición del 24 de marzo de Impact!, Barela fue presentado oficialmente como nuevo miembro de Mexican America con el nombre Anarquía. El 5 de mayo en Impact! celebraron la fiesta de 5 de Mayo, donde atacaron al comentarista boricua Willie Urbina hasta que Ink Inc. (Jesse Neal & Shannon Moore) les salvaron. En Sacrifice ambas parejas se enfrentaron, ganando Mexican America. Tras esto, se quejaron por no obtener oportunidades titulares, por lo que el 14 de julio se enfrentaron en Impact Wrestling a The British Invasion (Douglas Williams & Magnus) por una oportunidad por el Campeonato Mundial en Parejas de la TNA de Beer Money, Inc., ganando después de una interferencia de Rosita. En Hardcore Justice, intentaron ganar el Campeonato Mundial en Parejas, pero fueron derrotados. Sin embargo, dos semanas después, el 18 de agosto, Hernández & Anarquía obtuvieron otra oportunidad contra Beer Money, ganando los campeonatos.
En Turning Point, Hernández, Anarquía y Sarita retuvieron los campeonatos frente a Ink Inc. Sin embargo, los perdieron la semana siguiente en Impact Wrestling ante Matt Morgan & Crimson. Una semana después intentaron recuperarlos, sin éxito. El 6 de diciembre, se informó que fue enviado de nuevo la OVW, ahora nuevo territorio de desarrollo de la TNA, para mejorar sus habilidades. Su última aparición fue en el primer Open Fight Night de Impact Wrestling, donde lanzó un reto a Kurt Angle, siendo derrotado. El 27 de abril de 2012, fue despedido de TNA.

#### Territorio de desarrollo (2011-2012)
Regreso a la OVW (esta vez con contrato de TNA) uniéndose a Raul LaMotta en su feudo contra Bolin Services 2.0. El 11 de enero de 2012, derrotaron a Joe Coleman y James "Moose" Thomas. En SNS February 2012, tras la victoria de LaMotta sobre Chris Bolin, Bolin Services 2.0 le atacó, pero fue salvado por Anarquía. Después, junto con LaMotta y Randy Terrez derrotaron a Lennox Norris, Tony Gunn y Jose Del Barrio. Más tarde, Anarquía y Raul La Motta derrotaron a Rocco Bellagio, James Thomas, Jack Black y Joe Coleman consiguiendo afeitar la cabeza a Chris Bolin. La semana siguiente por orden de Josette Bynum se enfrentaron y derrotaron a X2C (Raphael Constantine & Sean Casey). El 7 de abril de 2012, junto a LaMotta, derrotaron a The Family (Jessie Godderz & Rudy Switchblade) para ganar por segunda vez los Campeonatos Sureños en Parejas de la OVW. Sin embargo, los perdieron ante The Family 4 días más tarde. Tras su despido de TNA, Barela no continuó luchando en OVW.

## En lucha
- Apodos
  - Low Rider
  - Anarquía

## Campeonatos y logros
- Ohio Valley Wrestling
  - OVW Heavyweight Championship (2 veces)
  - OVW Southern Tag Team Championship (2 veces) - con Raul Loco/LaMotta
- Total Nonstop Action Wrestling
  - TNA World Tag Team Championship (1 vez) - con Hernández
- Pro Wrestling Illustrated
  - Situado en el Nº167 en los PWI 500 de 2011[4]